# Piet Muijselaar
Petrus Jacobus (Piet) Muijselaar (Zaandam, 18 mei 1899 - Amsterdam, 6 mei 1978) was een Nederlands revueartiest en zanger, die samen met Willy Walden bekend werd als het komische duo Snip en Snap.
Muijselaar werkte zijn hele leven in de revue, aanvankelijk in kleine gezelschappen en vanaf 1928 in de Bouwmeester-revue. Bij het gezelschap van Johan Buziau leerde hij Willy Walden kennen. Na een toevallig, maar zeer succesvol, optreden in De Bonte Dinsdagavondtrein in 1937 werden "de dames Snip en Snap" een begrip.  Muijselaar was Snip, Walden was Snap. Veertig jaar lang stonden Muijselaar en Walden samen op de planken.
Samen waren zij in 1953 te zien in de speelfilm Sterren stralen overal. Een jaar later werd de Snip en Snap-revue voor het eerst op de Nederlandse televisie uitgezonden.
Piet Muijselaar wordt wel gezien als de aangever van Walden, maar zijn rol was groter dan dat. Zo was hij een uitstekend zanger. Met Holder de bolder (We hebben een koe op zolder) had hij al voor de oorlog een hit.
Muijselaar had een joodse vrouw, de revue-actrice Sara van der Heijm (1893-1970). Tijdens de oorlog scheidde hij op papier van haar, en liet haar in zijn eigen huis onderduiken. Zo kwam zij de oorlog door. Na de bevrijding zijn zij hertrouwd.
Op 26 november 1977 traden Walden en Muijselaar voor het laatst op. Tot groot verdriet van Willy Walden overleed Piet Muijselaar slechts een half jaar later op 78-jarige leeftijd, toevallig op dezelfde dag als een andere Nederlandse theaterpersoonlijkheid, de acteur Ko van Dijk.